# Karl Lamprecht
Karl Gotthard Lamprecht (25 de fevereiro de 1856 – 10 de maio de 1915) foi um historiador alemão especializado em arte e história econômica alemãs.

## Biografia
Lamprecht nasceu em Jessen na província da Saxônia. Sua formação universitária deu-se nas universidades de Göttingen, Leipzig e Munique, nas quais estudou história, ciência política, economia e arte. Lamprecht lecionou na Universidade de Marburg e posteriormente na Universidade de Leipzig, na qual fundou um centro de estudos comparativos entre história e cultura universais (Institut für Kultur - und Universalgeschichte).
Lamprecht estudou história social e econômica alemã e européia, especialmente da Idade Média. Ele despertou controvérsia com seus métodos interdisciplinares soltos e pela concentração em questões sociais, ambientais e até mesmo psicológicos da história. Para ele, a história significava tanto a revelação da sociologia como dos acontecimentos políticos.
Seu ambicioso livro Deutsche Geschichte (História Alemã) (13 vols., 1891-1908), abarcando toda a trajetória da história alemã provocou uma famosa Methodenstreit (disputa metodológica) no meio acadêmico historiográfico da Alemanha, especialmente com Max Weber, que habitualmente referia-se a Lamprecht como um mero diletante. Lamprecht teve críticas dos estudiosos da história legal e constitucional, como Friedrich Meinecke e Georg von Below por sua falta de rigor metodológico e desatenção às tendências políticas importantes e ideologias. Como resultado, Lamprecht e seus alunos foram marginalizados pel academia alemã, e a história social interdisciplinar tornou-se uma espécie de tabu entre os historiadores alemães durante grande parte do século XX. No entanto, durante os anos de publicação da série, seu trabalho teve um grande número de leitores entre a comunidade alemã não acadêmica.
Ele foi o principal expoente da Kulturgeschichte ("História da Cultura"), e acreditava intensamente na superioridade da cultura alemã.
Lamprecht faleceu em Leipzig em 10 de maio de 1915, de uma hemorragia interna causada por uma úlcera perfurada.

## Influência
De acordo com Ernst Breisach:
Lamprecht estipulou forças psicológicas como as forças básicas em toda a história. Mas elas derivam-se da psiquê coletiva de cada nação e não das forças idiossincráticas de psiques individuais. Historiografia, p. 279.
Lamprecht encontrou uma recepção muito mais positiva para as suas ideias e métodos na França e nos Estados Unidos. Em 1904, ele foi convidado para dar uma série de palestras na Universidade de Columbia, que foram traduzidas e publicadas em 1905 com o título O que é História?.

Lucien Febvre declarou: 
Lamprecht falhou ao convencer outros historiadores, mas a mutação da ideia de uma Volksseele(alma do povo) foi introduzida na historiografia francesa como um conceito da mentalidade de um período, especialmente como "mentalidade" ou "sensibilidade".
O trabalho de Lamprecht foi uma influência formativa no pensamento do historiador social francês Marc Bloch, bem como da Escola dos Anais. Um de seus alunos foi Cai Yuanpei, que mais tarde serviu como reitor da Universidade de Pequim e teve uma enorme influência sobre o pensamento chinês moderno.

## Trabalhos

### História alemã
- Deutsche Geschichte. Zwölf Bände und zwei unvollständige Bände. Berlin 1891–1909.
- Deutsche Geschichte. Zwölf Bände in neunzehn Büchern. Hermann Heyfelder & Weidmannsche Buchhandlung, Berlin 1906–1911.
  - Erste Abteilung: Urzeit und Mittelalter. Zeitalter des symbolischen, typischen und konventionellen Seelenlebens. Band 1–4.
  - Zweite Abteilung: Neuere Zeit. Zeitalter des individuellen Seelenlebens. Band 5.1–7.2.
  - Dritte Abteilung: Neueste Zeit. Zeitalter des subjektiven Seelenlebens. Band 8.1–11.2.
  - Schlussband (Band 12): Anhang, Bibliographie, Register.
  - Drei Ergänzungsbände: Zur jüngsten deutschen Vergangenheit.
    - 1. Band: Tonkunst – Bildende Kunst – Dichtung – Weltanschauung.
    - 2. Band, 1. Hälfte: Wirtschaftsleben – Soziale Entwicklung.
    - 2. Band, 2. Hälfte: Innere Politik – Äußere Politik.

### Outras obras
- Deutsches Wirtschaftsleben im Mittelalter. 3 in 4 Bänden. Dürr, Leipzig 1885/1886 (online: volume I, 1, volume I, 2, volume II, volume III); Nachdruck: Aalen 1969.
- Die Chroniken der westfälischen und niederrheinischen Städte. Dortmund, Neuß. Hrsg. unter Mitarbeit von Johannes Franck, Joseph Hansen, Carl Nörrenberg und Adolf Ulrich, Band 1, Leipzig 1887.
- Alte und neue Richtungen in der Geschichtswissenschaft. Gaertner, Leipzig 1896 (online; enthält: I. Über geschichtliche Auffassung und geschichtliche Methode. II. Rankes Ideenlehre und die Jungrankianer).
- Die kulturhistorische Methode. Gaertner, Berlin 1900 (online).
- Deutsche Geschichte der jüngsten Vergangenheit und Gegenwart. 2 Bände. Weidmann, Berlin 1912/1913 (online: volume 1, volume 2).
- Deutscher Aufstieg 1750–1914. Perthes, Gotha 1914 (online).
- Rektoratserinnerungen. Hrsg. von Arthur Köhler. F. A. Perthes, Gotha 1917.